# Ti spalmo la crema
Ti spalmo la crema è un album del 1984 degli Skiantos, pubblicato dalla CGD.

## Il disco
Dopo lo scioglimento del 1982 ed una pausa di tre anni, il gruppo, dall'epoca di Pesissimo capeggiato da Stefano "Sbarbo" Cavedoni, ritorna con un disco composto per lo più da cover arrangiate in versione "da spiaggia" per compiacere la casa discografica di Caterina Caselli che aveva promesso di fare uscire subito dopo un nuovo LP "in vero stile Skiantos", già pronto e del tutto originale.
L'obiettivo della Caselli è scalare le classifiche, in modo particolare con i brani inediti Ti spalmo la crema di Cavedoni e Canzone per l'estate (un milione di copie già vendute) di Antoni, ma l'exploit non va a segno, la Caselli non mantiene le promesse e la band, anche appesantita dalle ingerenze di elementi esterni, si disgrega con faide incivili che si risolvono con l'uscita dal gruppo di Cavedoni ed uno stop di altri tre anni. Delle canzoni Ti spalmo la crema, Sapore di sale, Azzurro e Barbara Ann sono stati realizzati quattro
videoclip, tutti con la partecipazione dell'attrice Eleonora Giorgi.
Produttori esecutivi Carmelo e Michelangelo La Bionda.

## Tracce
1. Ti spalmo la crema
2. In the Summertime (cover dai Mungo Jerry)
3. Sapore di sale (cover da Gino Paoli)
4. Azzurro (cover da Adriano Celentano)
5. Surfin' Bird (cover dai Trashmen)
6. Barbara Ann (cover dai Beach Boys)
7. Canzone per l'estate (Un milione di copie già vendute)
8. Tipi da spiaggia (cover da Johnny Dorelli)
9. Guarda che luna (cover da Fred Buscaglione)
10. Limbo Rock (cover da Chubby Checker)

## Formazione
- Roberto "Freak" Antoni - voce
- Stefano "Sbarbo" Cavedoni - voce
- Fabio "Dandy Bestia" Testoni - voce

Altri musicisti
- Ian Bairnson - chitarra elettrica
- Gunther Gebauer - basso
- Curt Cress - batteria
- Herman Weindorf - tastiera
- Hugo Heredia - sax
- George Aghedo - percussioni